# NGC 374
NGC 374 é uma galáxia espiral (S0-a) localizada na direcção da constelação de Pisces. Possui uma declinação de +32° 47' 41" e uma ascensão recta de 1 horas, 07 minutos e 05,8 segundos.
A galáxia NGC 374 foi descoberta em 7 de Outubro de 1861 por Heinrich Louis d'Arrest.